# Гарантований покупець
«Гарантований покупець» — державне підприємство, що представляє інтереси громадян та держави на ринку електроенергії. Серед цілей: підтримка розвитку зеленої енергетики, доступна електроенергія для населення та підвищення ефективності ринку електроенергії.

## Історія
Уряд ухвалив рішення про створення підприємства в рамках Закону України «Про ринок електричної енергії». Зокрема, йдеться про виконання гарантій держави щодо купівлі всієї електроенергії, виробленої з відновлювальних джерел енергії (ВДЕ) за фіксованим зеленим тарифом. 17 квітня 2019 року Кабінет Міністрів України постановив утворити державне підприємство «Гарантований покупець». У травні затверджено Статус державного підприємства. 12 червня 2019 року директором компанії став Костянтин Петриковець.

## Функції
- купівля електроенергії, виробленої з альтернативних джерел, за «зеленим» тарифом;
- продаж електроенергії з ВДЕ;
- виконання спеціальних обов'язків для забезпечення населення доступною електроенергією через механізм PSO (Public Service Obligations);
- організація та проведення «зелених» аукціонів

## Керівництво
- В.о. директора — Андрій Пилипенко
- Перший заступник директора — Артем Некрасов
- Заступник директора з торгівельних операцій — Геннадій Іванов
- Заступник директора з економіки — Станіслав Сова

## ЗМІ
1. «Гарантований покупець» забезпечить роботу зеленої енергетики і фіксовану ціну електроенергії для населення з 1 липня [Архівовано 14 квітня 2021 у Wayback Machine.]
2. Є компанії, що готові купувати «чисту» електроенергію за ціною вище ринкової [Архівовано 7 серпня 2020 у Wayback Machine.]
3. Где гарантии для «зеленой» энергетики [Архівовано 18 квітня 2020 у Wayback Machine.]
4. Зустріч членів Energy Club з Костянтином Петриковцем
5. Державне підприємство «Гарантований покупець» успішно завершило продаж «зеленої» електроенергії 2020 року на біржі.[4]